# تنگ چه زره
تنگ چه زره، روستایی از توابع بخش مرکزی شهرستان مهر در استان فارس ایران است.

## جمعیت
این روستا در دهستان مهر قرار دارد و براساس سرشماری مرکز آمار ایران در سال ۱۳۸۵، جمعیت آن ۱۹ نفر (۴خانوار) بوده‌است.